# Terra preta
Per terra preta, termine portoghese dal significato di "terra nera", s'intende una tipologia di suolo tipica del bacino amazzonico, di origine antropogenica e caratterizzata da una colorazione molto scura (se ne conoscono anche varietà più chiare dette terra mulata, "terra mulatta"), dovuta alla fertilizzazione con materiale organico e carbone vegetale.

Il terreno amazzonico, infatti, si rivela molto povero di nutrienti (per lo più acrisol, ma anche ferralsol e arenosol, noti in portoghese col nome di terra comum, "terra comune") e soggetto a lisciviazione, problema che, nelle aree di terra preta, profonde fino a 2 metri, viene arginato e stabilizzato quasi completamente anche per millenni.
Il termine "terra preta" deriva dalla contrazione dell'espressione portoghese terra preta do índio o terra preta de índio, col significato di "terra nera degli indios": l'origine di questi suoli è infatti precolombiana e la maggior parte di essi sono stati creati fra il 450 a.C. ed il 950 d.C..
Pare che queste terre abbiano capacità autorigeneranti, crescendo al ritmo di 1 cm l'anno per millenni: rimane tuttavia un mistero in base a cosa ciò venga reso possibile. Il fatto che attraverso l'utilizzo di queste terre a impatto zero sia possibile rendere produttivi terreni tradizionalmente poveri ed espandere le aree di foresta pluviale fa sì che l'uso e lo studio della terra preta sia un argomento di estremo interesse per l'agricoltura e la conservazione del patrimonio boschivo tropicale su scala globale.

## Origine
Inizialmente la presenza di aree di terra preta veniva considerata non antropogenica e conseguente ad esempio di eruzioni di vulcani andini con conseguente accumulo di ceneri o di sedimentazione occorsa in accumuli d'acqua risalenti al Terziario e successivamente prosciugatisi.
Tuttavia, a causa della costante associazione delle aree di terra preta con schegge di ceramica, carbone vegetale, ossa, lische ed altri resti animali, si è fatta sempre maggior spazio l'ipotesi (ritenuta a tutt'oggi la più valida) che esse si formassero a partire da "discariche" più o meno intenzionalmente preposte all'accumulo di materiale organico, poste nell'immediata periferia dei villaggi ed in seguito utilizzate come aree coltivabili perché arricchite di nutrienti rispetto al povero suolo circostante.
Lo sfruttamento umano delle aree di terra preta in tempi antichi potrebbe spiegare le regioni amazzoniche assai densamente popolate (impossibili da sostentare unicamente con la caccia e la raccolta) descritte dall'esploratore spagnolo Francisco de Orellana nel XVI secolo (eventualmente spopolatesi a seguito del diffondersi di epidemie giunte coi conquistadores, non lasciando che poche tracce a causa dell'abitudine di costruire utilizzando legno) e delle forme di aristocrazia ereditaria e perfino di stratificazione sociale (tipiche delle società sedentarie) che caratterizzano alcune tribù amazzoniche seminomadi, forse retaggio di un passato agricolo messo a soqquadro dal colonialismo.

## Distribuzione
La terra preta è presente in massima parte nell'Amazzonia brasiliana, dove la sua estensione è stimata nello 0,1 - 0,3 % della superficie nazionale (fra i 6300 ed i 18900 chilometri quadrati), sebbene alcuni autori valutino che le aree di terra preta coprano fino al 10% del Paese, un'area pari al doppio della Gran Bretagna.

Generalmente le aree di terra preta corrispondono a chiazze di una ventina di ettari di estensione, sebbene siano note zone che sfiorano i 360 ettari. La loro distribuzione climatica, geologica e topografica è piuttosto varia, sebbene la terra preta sia comune lungo i corsi d'acqua e nelle zone leggermente elevate del bacino amazzonico centrale e orientale.
Alcuni siti di terra preta sono stati scoperti anche in Guyana francese, Ecuador e Perù, mentre formazioni riconducibili a un simile utilizzo del suolo sono state scoperte in Benin, Liberia, Sudafrica ed in Inghilterra, queste ultime risalenti al periodo di dominazione romana.

## Pedologia
Per definizione, la terra preta appartiene al gruppo dei latosol ed è caratterizzata da un contenuto in carbonio nel suo orizzonte A che va dall'alto al molto alto (maggiore del 13-14%), ma senza caratteristiche idromorfiche. Tuttavia, il contenuto di nutrienti varia molto di appezzamento in appezzamento, il che rende difficoltoso per gli studiosi determinare con sicurezza se le aree di terra preta siano state create intenzionalmente o meno dall'uomo al proposito di arricchire il suolo oppure siano un risultato casuale dell'accumulo di detriti organici.
La caratteristica principale della terra preta è la presenza al suo interno di forti quantità di carbone vegetale (fino al 9% ed oltre, contro lo 0,5% di media dei suoli circostanti), aggiunto a temperatura ambiente nel terreno dagli indigeni. Il carbone della terra preta è caratterizzato dalla presenza di gruppi aromatici policondensati, che assicurano un'ottima e duratura stabilità nei confronti della degradazione chimica e biologica, oltre a un'alta ritenzione dei nutrienti dopo l'ossidazione parziale: il carbone di materiale non erbaceo, inoltre, pur essendo povero di cellulosa, possiede al suo interno uno strato di petrolio organico policondensato, che viene consumato dai microorganismi dando risultati simili alla cellulosa sulla crescita microbica, il quale viene perso se la carbonizzazione avviene ad alte temperature. Il lento processo di ossidazione del carbone fa sì che si creino acidi carbossilici che aumentano ulteriormente la capacità di scambio cationico del suolo.
Per ottenere queste caratteristiche e preservarle in maniera duratura, il carbone deve essere "caricato", cosa che avviene mettendolo in contatto per almeno due settimane con un liquido nutriente (urina, tè etc.).